# Hans Janzen
Hans Janzen (* 22. Juli 1885 in Elbing, Ostpreußen; † 1944) war ein preußischer Verwaltungsjurist und Landrat in den Kreisen Belgard (1922–1932) und Stolp (1939–1944).

## Leben
Hans Janzen war Sohn eines Kaufmanns und der Tochter eines Fabrikbesitzers. Er besuchte bis August 1905 das Gymnasium in Elbing und studierte anschließend bis 1909 Rechtswissenschaften. Danach begann er eine Lehre in einem Bankgeschäft. Ab dem 30. März 1915 wirkte er als Referendar in Stettin. Im März 1917 wurde er an der Universität Greifswald promoviert; von Juni 1917 bis Dezember 1918 leistete er Heeresdienst. Im Jahr 1920 war er als Gerichtsassessor in der Staatsanwaltschaft Stettin beschäftigt, wurde aber noch im April dieses Jahres auf eigenen Antrag hin aus dem Gerichtsdienst entlassen. Ab Juni 1920 arbeitete er als Probejustiziar der Regierung in Frankfurt an der Oder und wurde mit Beginn des Folgejahres in die „allgemeine Staatsverwaltung“ übernommen. Zum 19. Mai 1922 wechselte er als Hilfsarbeiter an das preußische Innenministerium. Ab 1922 war Janzen als Landrat im Kreis Belgard, Pommern eingesetzt und übte dieses Amt bis 1932 aus. Ab Mai 1939 war er im Reichsernährungsamt tätig, wo er am 1. Februar 1942 zum Ministerialrat ernannt wurde. Von 1939 bis 1944 wirkte er erneut als Landrat im Landkreis Stolp in Pommern.
Von April 1930 bis März 1933 war er Mitglied der Deutschen Volkspartei; zum 23. April beziehungsweise 1. Mai 1933 trat er der NSDAP bei (Mitgliedsnummer 3.064.763).